# Bulevar de los Mártires de la Nación
El Bulevar de los Mártires de la Nación (en albanés: Dëshmorët e Kombit Boulevard) es el mayor bulevar de Tirana, la ciudad capital de Albania. Fue planificado por el arquitecto italiano Gherardo Bosio y construida entre 1939 y 1941, durante la ocupación italiana de Albania.
Cuando fue construida se inauguró bajo el nombre de Viale del Impero (en italiano: Avenida del Imperio). En 1944 y 1945, un puente fue construido sobre el bulevar por Gjovalin Gjadri.
Muchos edificios importantes de Albania están localizados en este lugar, incluyendo el palacio presidencial del primer ministro, el Palacio del Congreso, el Hotel Rogner y la Universidad de Tirana. El bulevar surca el centro de la ciudad desde el Sur y se interseca con el bulevardi Bajram Curri cerca del parque Rinia. Allí se convierte en parte de la plaza Skanderbeg y continua dirección norte hasta el centro del bulevar Zogu I.

## Mapa
| Salidas y paradas de norte a sur | Salidas y paradas de norte a sur | Salidas y paradas de norte a sur |
| A derecha |                                  | A izquierda |
| --- | -------------------------------- | --- |
| Plaza Skanderbeg (Norte) |                                  | |
| - Ministerios - Calle Myslym Shyri - Parque Rinia - Bulevar Gjergj Fishta - Lana - Bulevardi Bajram Curri - Parque con bustos de los hermanos Frashëri - Torres gemelas - Oficinas parlamentarias - Calle Ismail Qemali - Kleiner Park mit Post-bllok-Denkmal - Calle Abdyl Frashëri - Presidencia |                                  | - Ministerios - Calle Murat Toptani - Galería Nacional de Arte - Hotel Dajti - Bulevar Zhan D'Ark - Lana - Bulevardi Bajram Curri - Museo Enver Hoxha/Pyramide - Ministerrat - Calle Ismail Qemali - Hotel Europapark - Rruga Asim Zeneli - Palacio del Congreso |
| Plaza de la Madre Teresa (Sur) |                                  | |